# 巴黎国际航空航天展
巴黎勒布爾熱国际航空暨航天展（法語：Salon International de l'Aéronautique et de l'Espace, Paris-Le Bourget，或也常根據其英文名而翻譯為巴黎航空展）是一个国际性的航空业商品展销会，於每个奇数年的6月在法国巴黎附近的勒布爾熱機場举行。
巴黎航展由法国航空航天工业的主要代表机构法国航空航天工业集团（GIFAS）主办，按参展商数量和展览面积计算，它是世界上最大的航展和航空航天工业展览活动，其次是英国范堡罗航展、迪拜航空展和新加坡航展。

## 历史

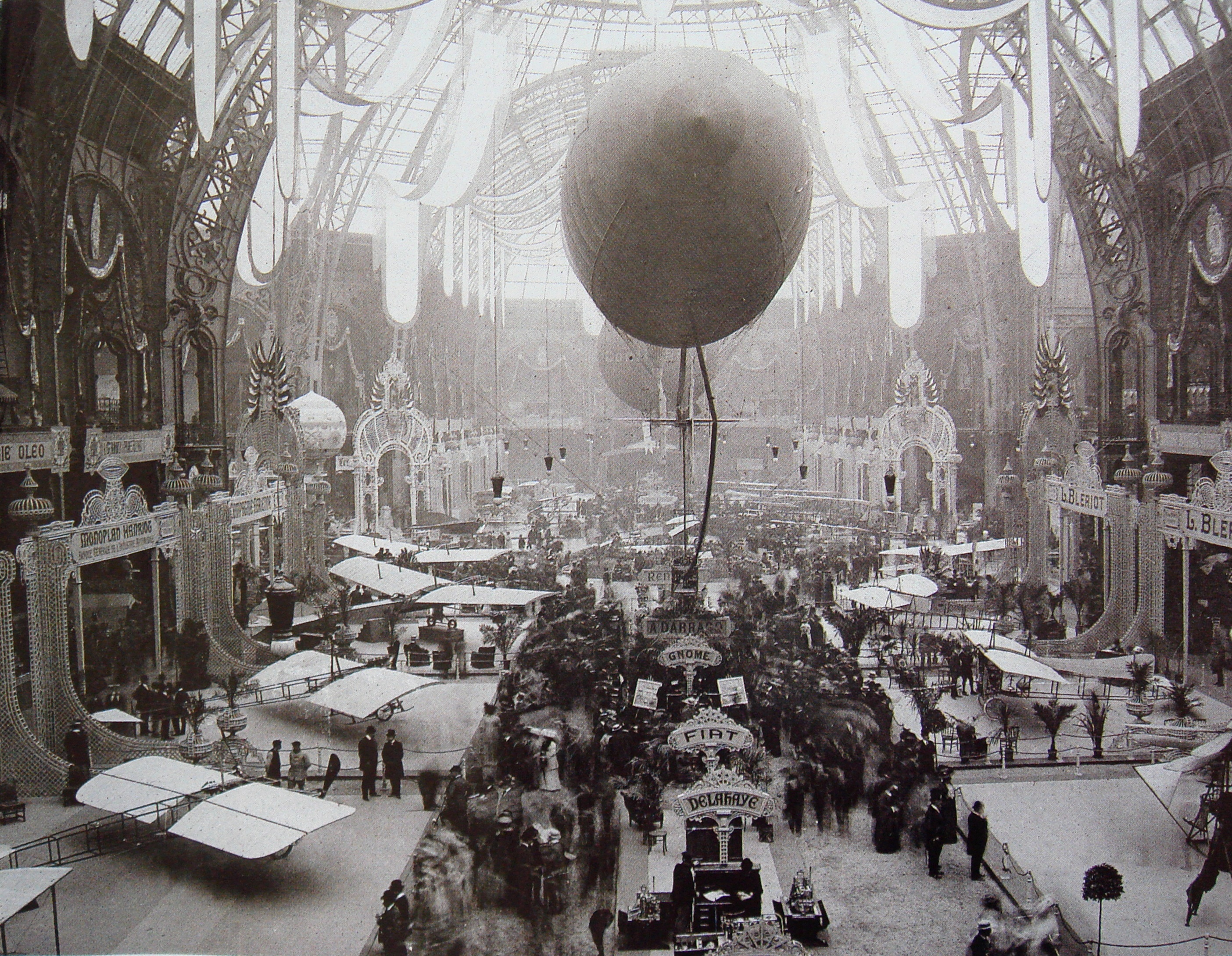
1909年在巴黎大皇宫举办的第一届航空运输展。

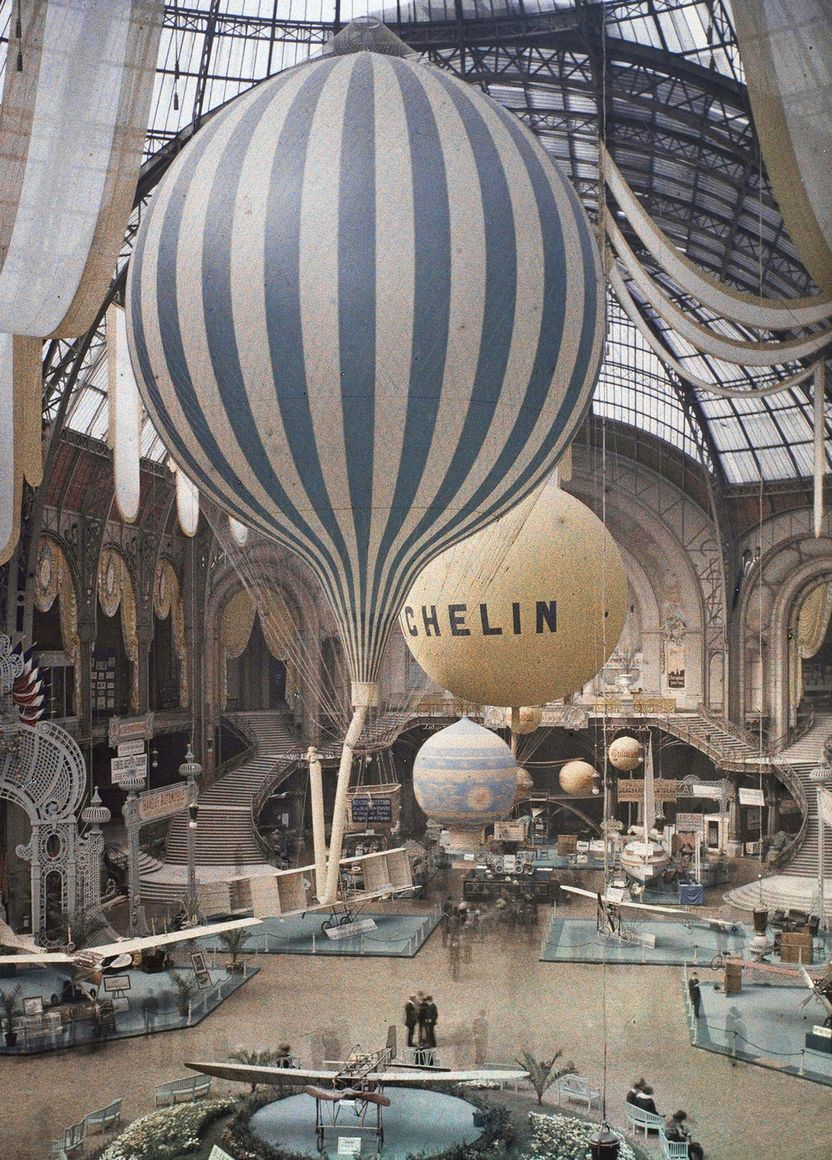
Léon Gimpel，《大皇宫航空航天博览会》，巴黎，1909年。

巴黎航展的历史可追溯到1908年，当时巴黎车展的一个展区专门展出飞机。次年，9月25日至10月17日在巴黎大皇宫举办了专门的航空展，10万游客参观了380家参展商的产品和创新成果。
在第一次世界大战之前，还举办过四次航展。该展会于1919年重新启动，从1924年起每两年举办一次，后因第二次世界大战再次中断。该展会于1946年重新启动，自1949年起逢奇数年举办一次。
航展继续在巴黎大皇宫举行，并从1949年起在巴黎-奥利机场举行飞行表演。 1953年，航展从巴黎大皇宫迁至勒布爾熱。 该航展在1960年代引起了国际关注。 自1970年代以来，该航展已成为航空领域的主要国际参考。

### 1967年
1967年的航展由法国总统夏爾·戴高樂主持开幕。他参观了展品，并与两名苏联宇航员和两名美国宇航员握手。苏联展出了三级东方号火箭，与1961年4月12日将尤里·加加林送入太空的那枚火箭类似。美国导弹专家认为，这枚“威力极大”的东方号火箭“相当老旧且不先进”。美国展区是航展上规模最大的展区，展出了F-111可变后掠翼战斗轰炸机，一架查爾斯·林白驾驶的“聖路易精神號”飞机的复制品，以及凌特姆科-沃特公司生产的XC-142A运输机，这架飞机可以垂直起降。法国和英国展示了超音速协和式客机的全尺寸模型，预示着该飞机于1969年3月2日首飞成功。

### 1969年
“世界上最大的飞机”——波音747喷气式客机，于6月3日从华盛顿州西雅图直飞抵达巴黎。阿波罗8号指令舱在重返大气层时被烧焦，在阿波罗9号宇航员的护卫下也抵达巴黎。但最受瞩目的展品是超音速协和式客机，它在巴黎航展开幕时首次飞越巴黎上空。

### 1971年
1971年的巴黎航展上，苏联的圖-144超音速客机飞往勒布爾熱 ，与法国的协和式客机相媲美。与协和式客机一同降落的，还有当时世界上最大的飞机——美国洛克希德公司的C-5運輸機。

### 2005年

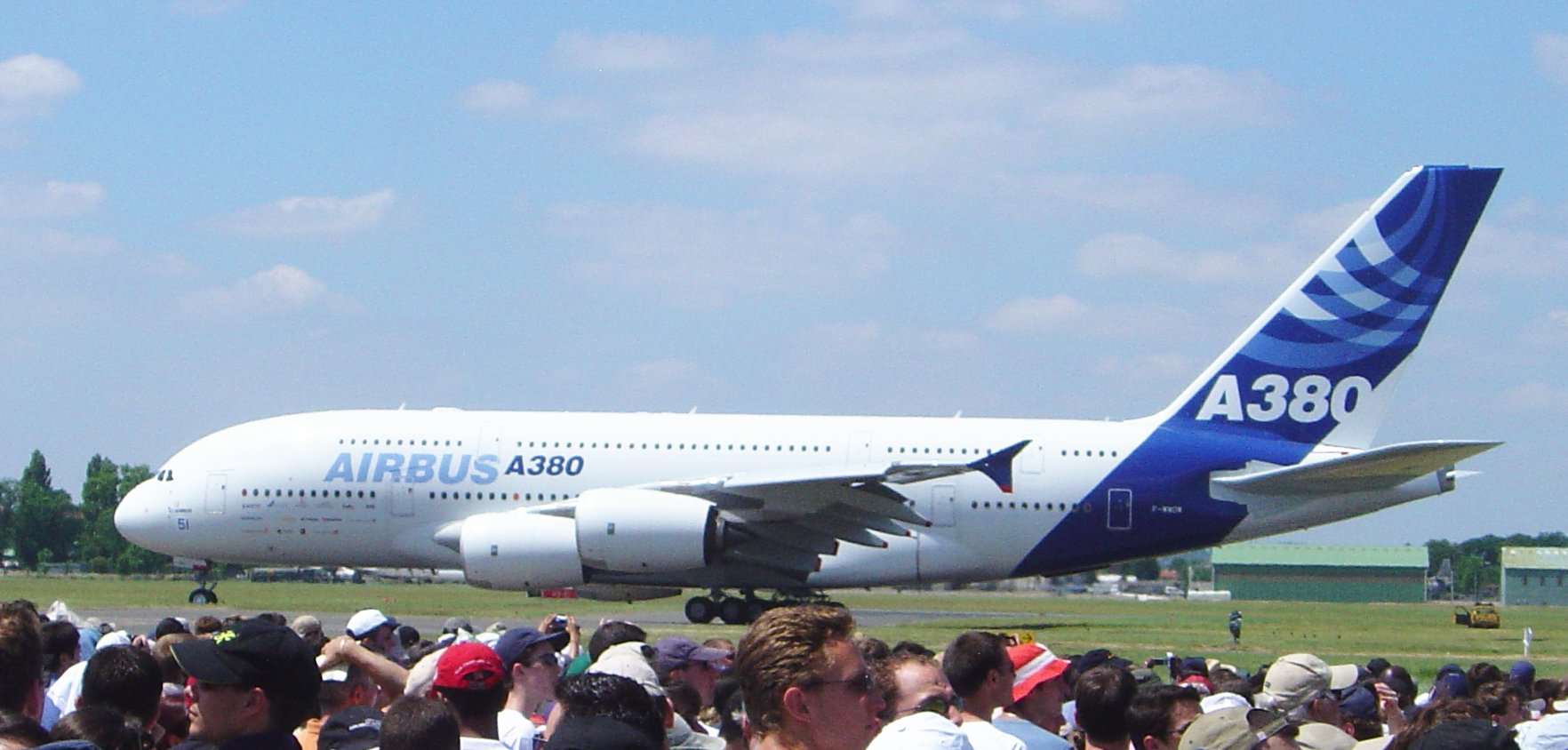
2005年巴黎航展上的A380。

FlightGlobal列举了空中客车A380和 “19架首次亮相的杰出飞机”，包括达索公司的达索猎鹰7X和湾流公司的灣流G550公务机、巴西航空工业公司的EMB-195支线喷气机 以及阿萊尼亞·馬基航空的M-346教練機高级喷气教练机的第二架原型机。CompositesWorld 增加了波音777-200LR和达索神经元无人作战飞机。

### 2007年
波音787夢幻客機、空中客车A380和空中客车A350 XWB 销量火爆。洛克希德·马丁F-35閃電II戰鬥機的模型也在展会上展出。以色列航太工業（IAI）的“苍鹭”TP 无人机已准备好投入生产。西班牙Aeris Naviter公司生产的倾斜转向 AN-1 AeroQuad 飞行平台重量仅为 100 公斤。

### 2009年
第48届巴黎国际航空展于2009年举行，标志着航空航天技术创新一百周年。此次展会于6月15日至21日在勒布尔热（Le Bourget）举行。为法國航空447號班機空難遇难者举行了追悼会。
2009年的参观人数达38万。作为一项商业展览，它的主要目的是展示一些军用和民用的飞机给求购者，在展览期间，通常有许多飞机销售合同的交易发生。通常全球各国最主要的飞机制造商如波音和空中巴士等公司都会参加，它被广泛认为是全球最具有声望的航空展。

### 2019年

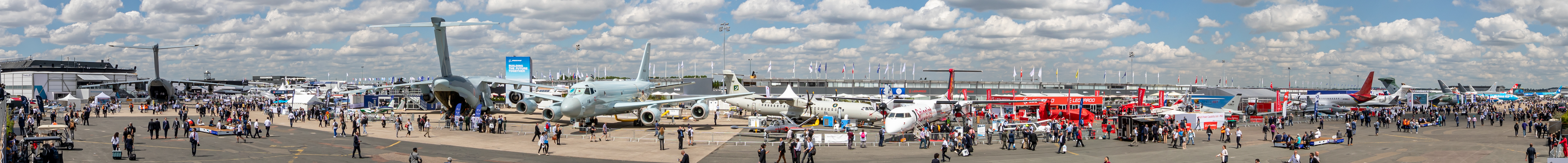
2019年巴黎航展

第53届巴黎航展于2019年6月17日至23日举行，来自49个国家的2453家参展商参展，展览面积超过125,000 m2（1,350,000 sq ft），共展出140架飞机，包括近期获得认证的空中客车A330neo、波音KC-46、庞巴迪环球7500、巴西航空工业公司领航600以及即将获得认证的Cessna Citation Latitude；航展吸引了316470名独立参观者（参观人数超过50万）：其中，来自185个国家的139840名专业人士、176630名普通公众参观者，以及来自87个国家的2700名记者。航展还宣布了价值$1400亿美元的订单。航展结束时，共有866架飞机承诺订单，总额达$609亿美元（130份确认订单、562份意向书/谅解备忘录、119份选择权和55份意向书选择权）：空客订单388架，其中包括243架新推出的A321XLR和85架空中客车A220；波音订单232架，其中包括IAG的200架波音737 MAX、ATR的145架和巴西航空工业公司的78架；558架窄体飞机、62架宽体飞机、93架支线喷气飞机和153架涡轮螺旋桨飞机。

## 现场图片

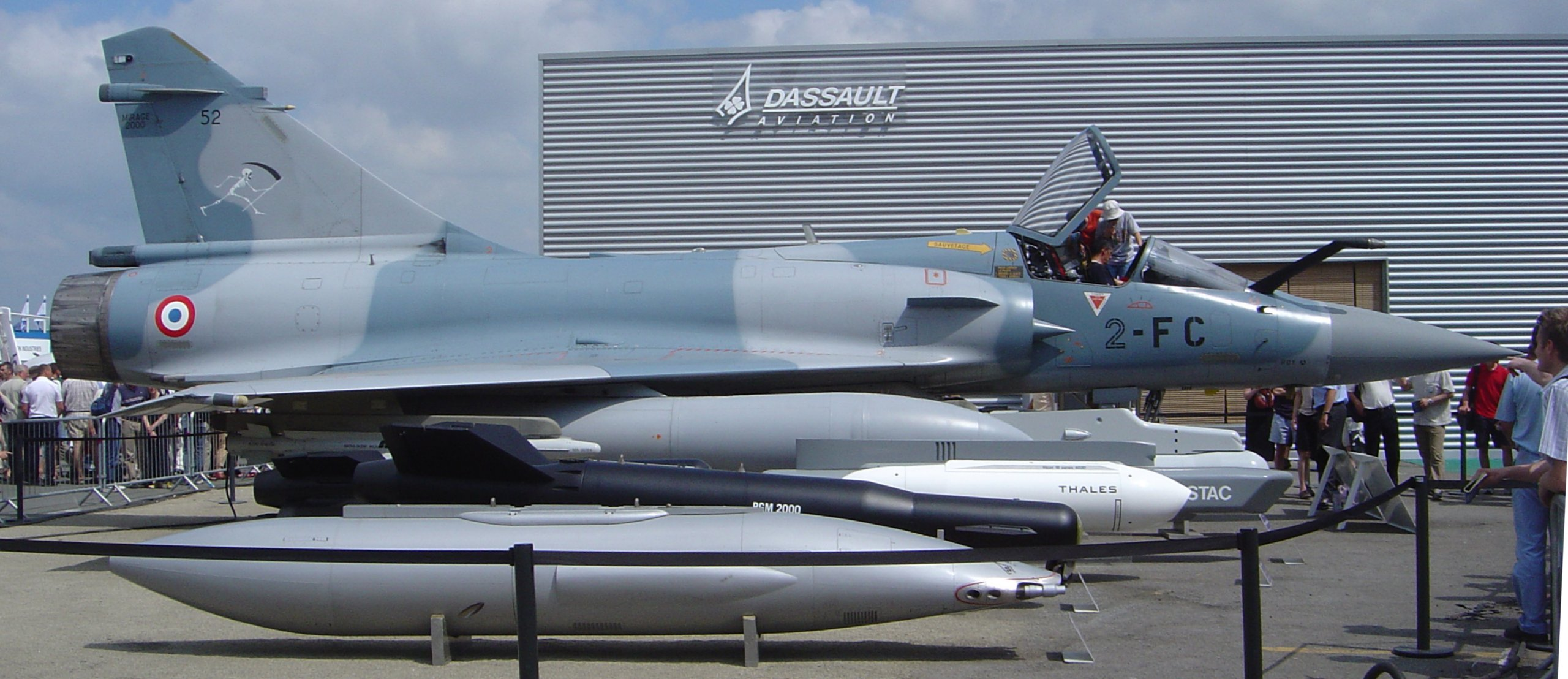
巴黎航展上的幻象2000戰鬥機
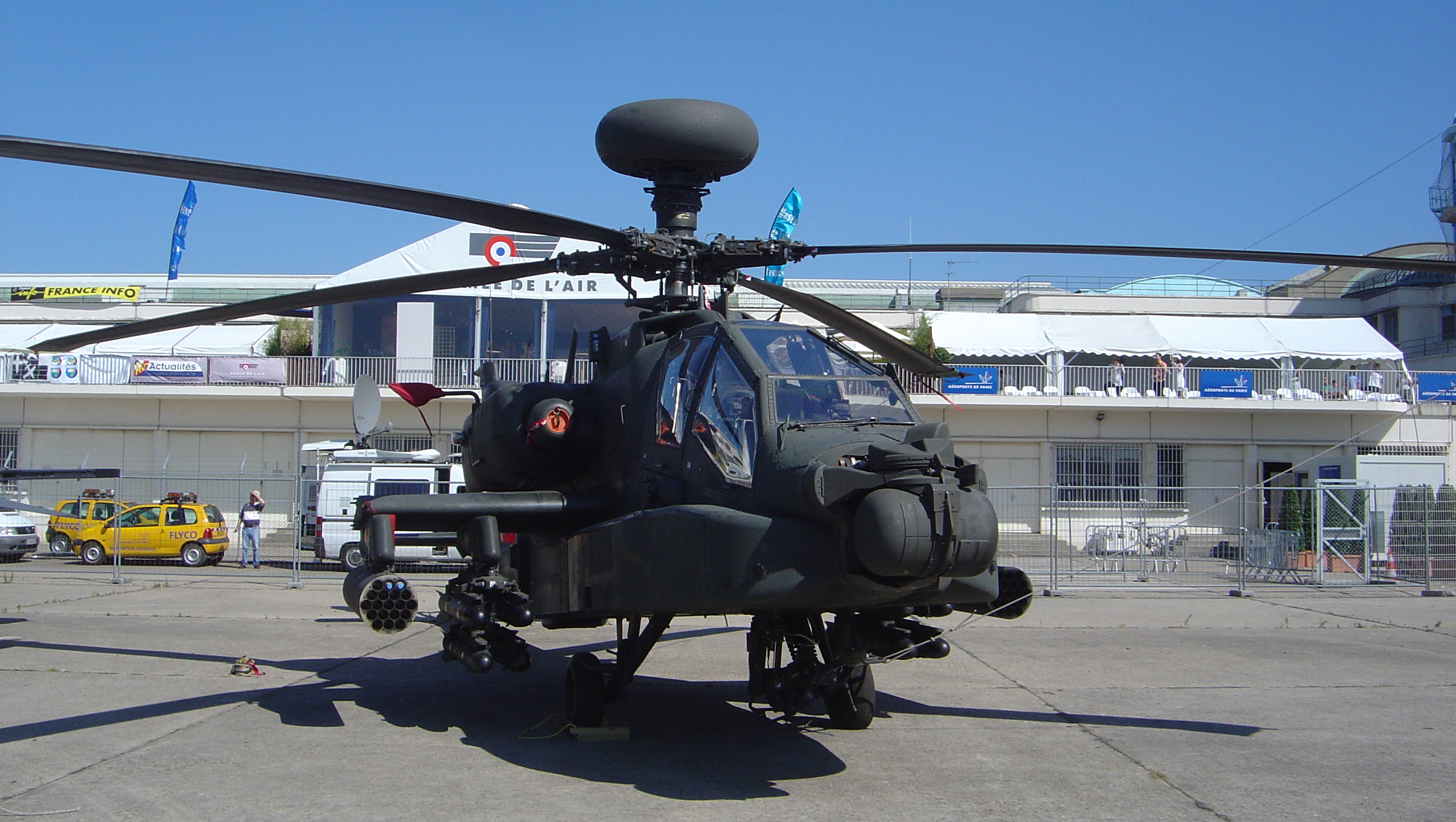
2005年巴黎航展上的AH-64阿帕契直升機
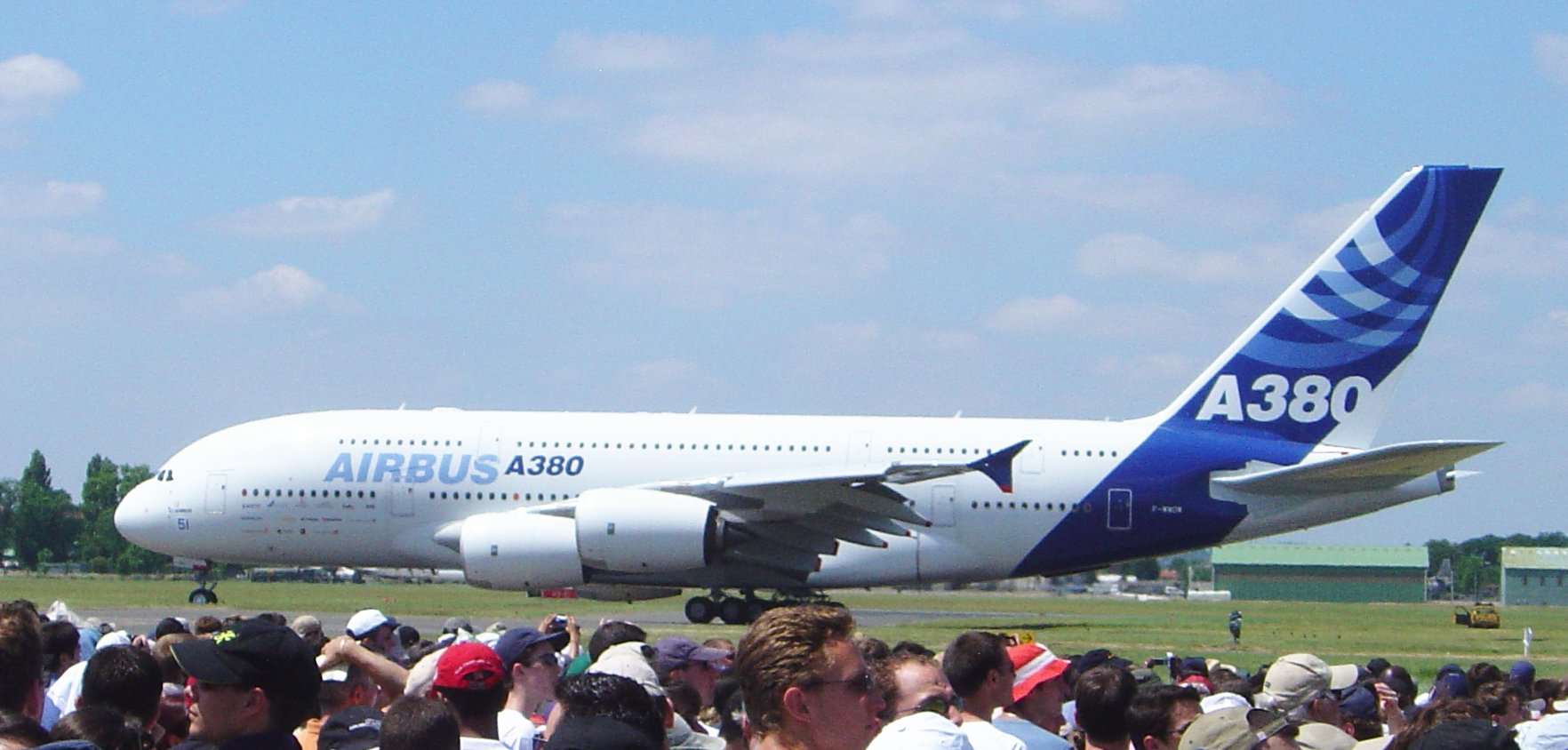
2005年巴黎航展上的空中巴士A380
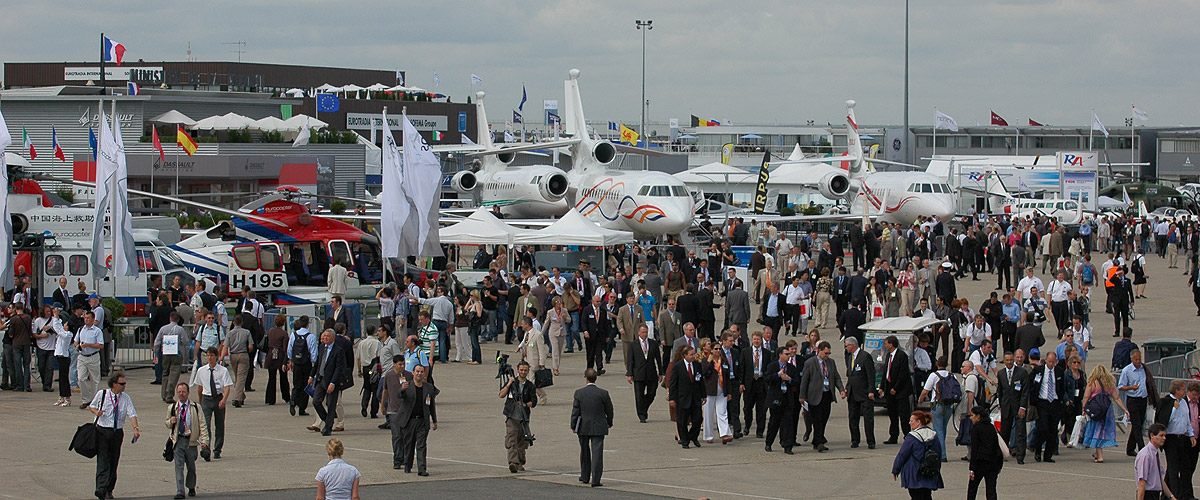
2007年巴黎航展
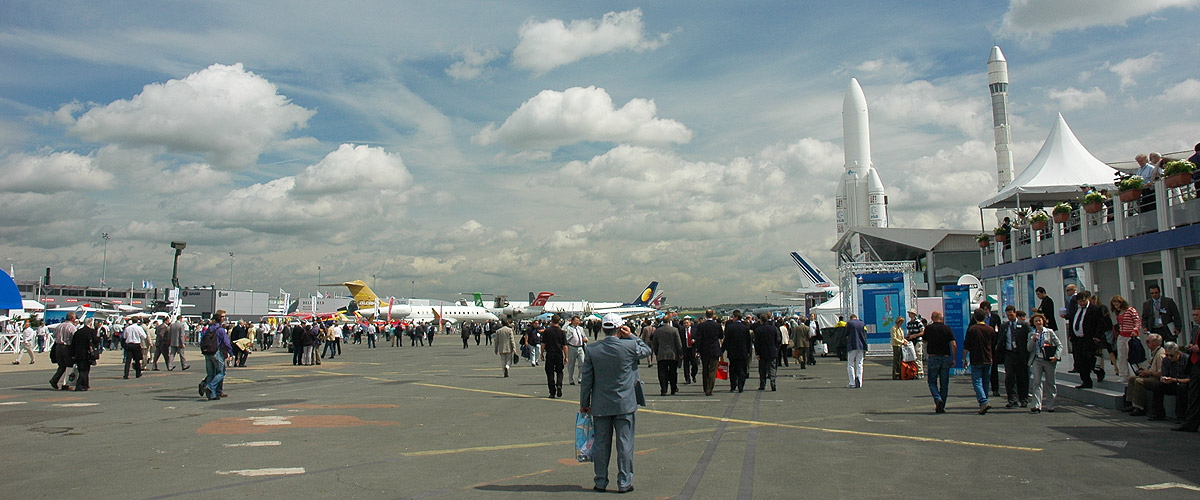
2007年巴黎航展
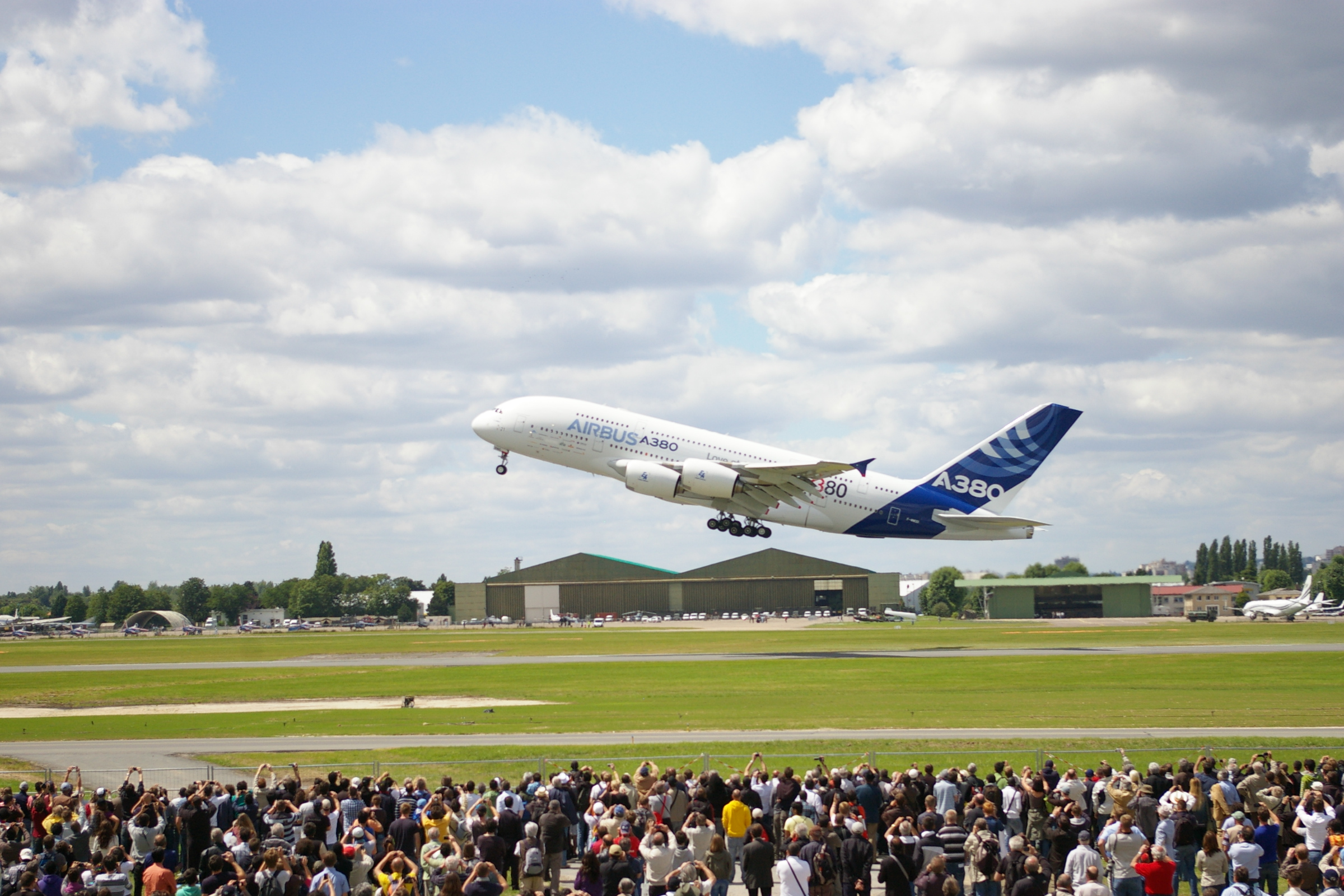
2011年展覽上的A380
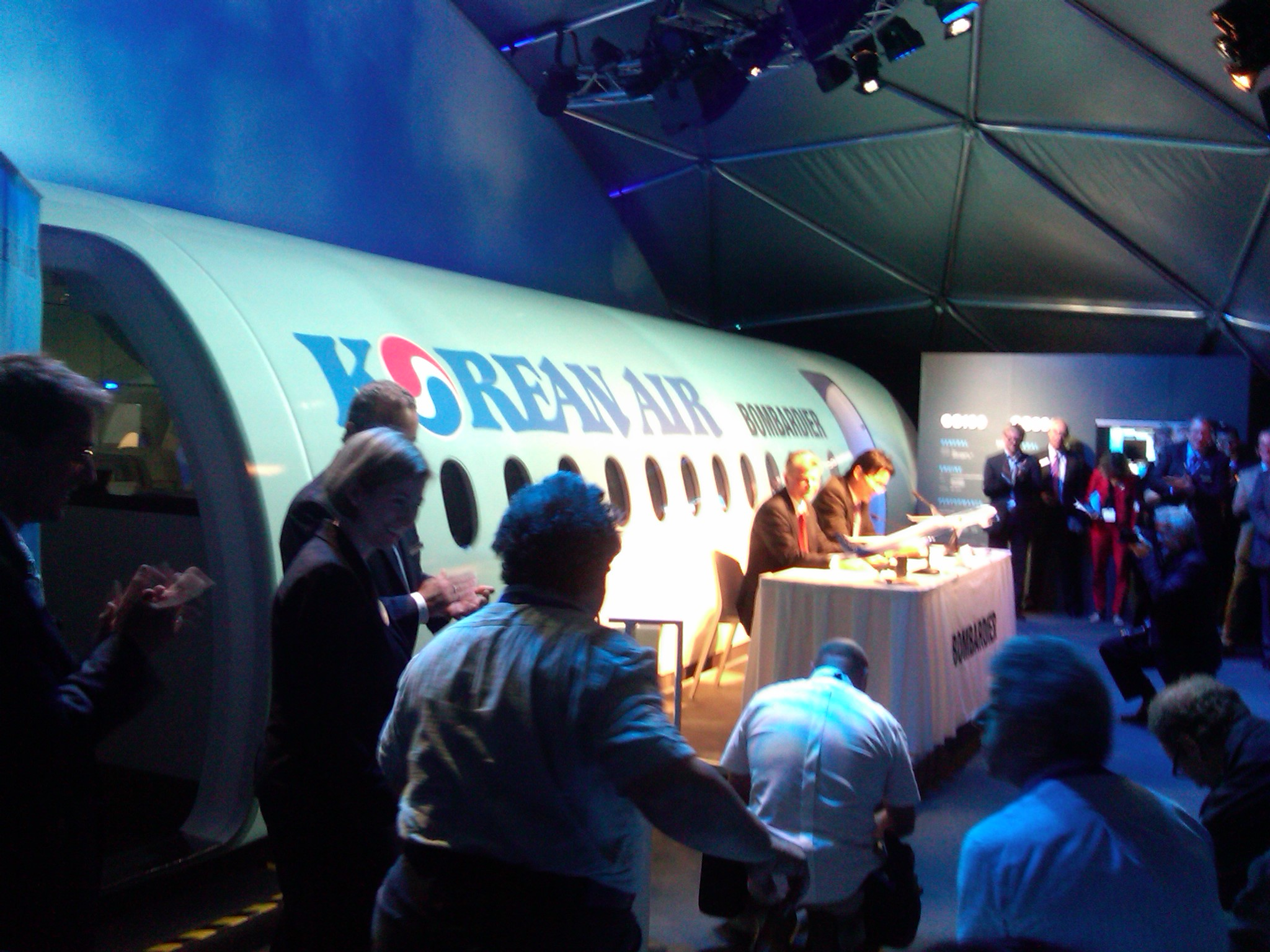
2011年展览的韩国制造商摊位
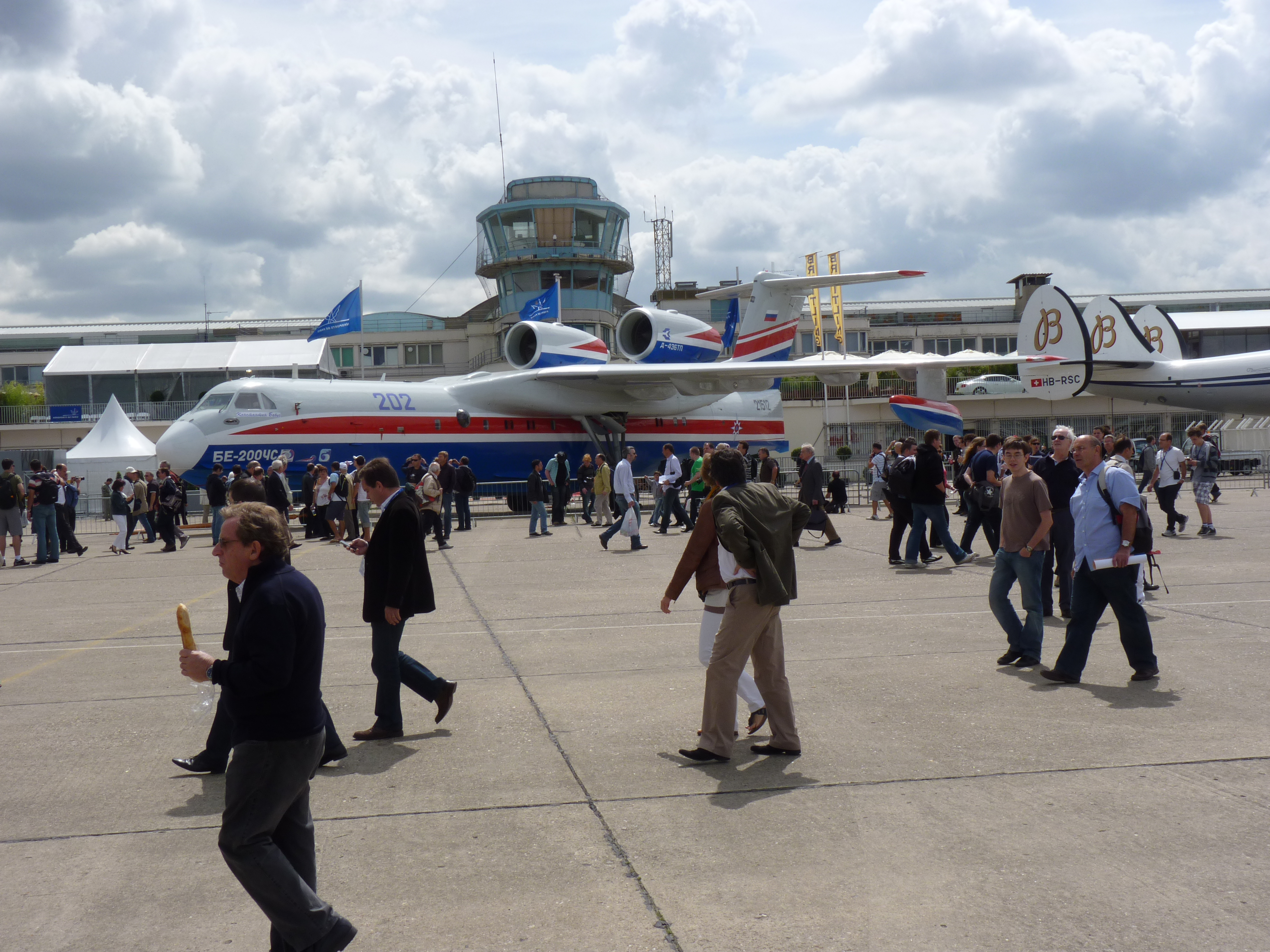
2011年现场
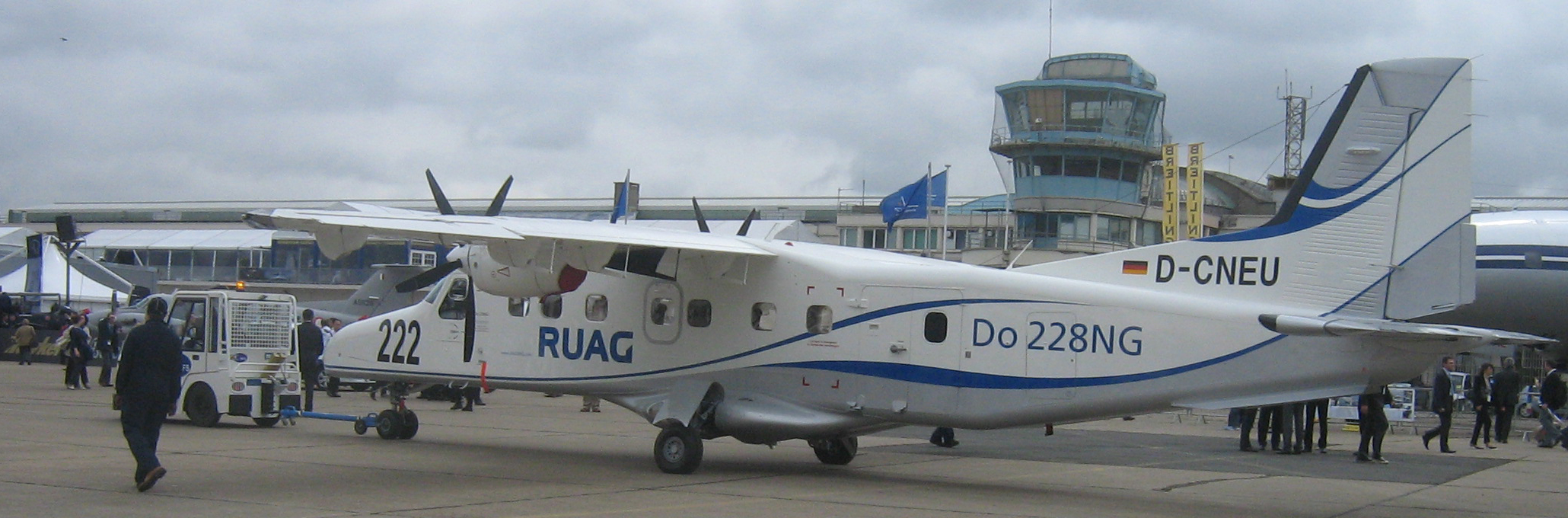
2011年现场的德国飞机
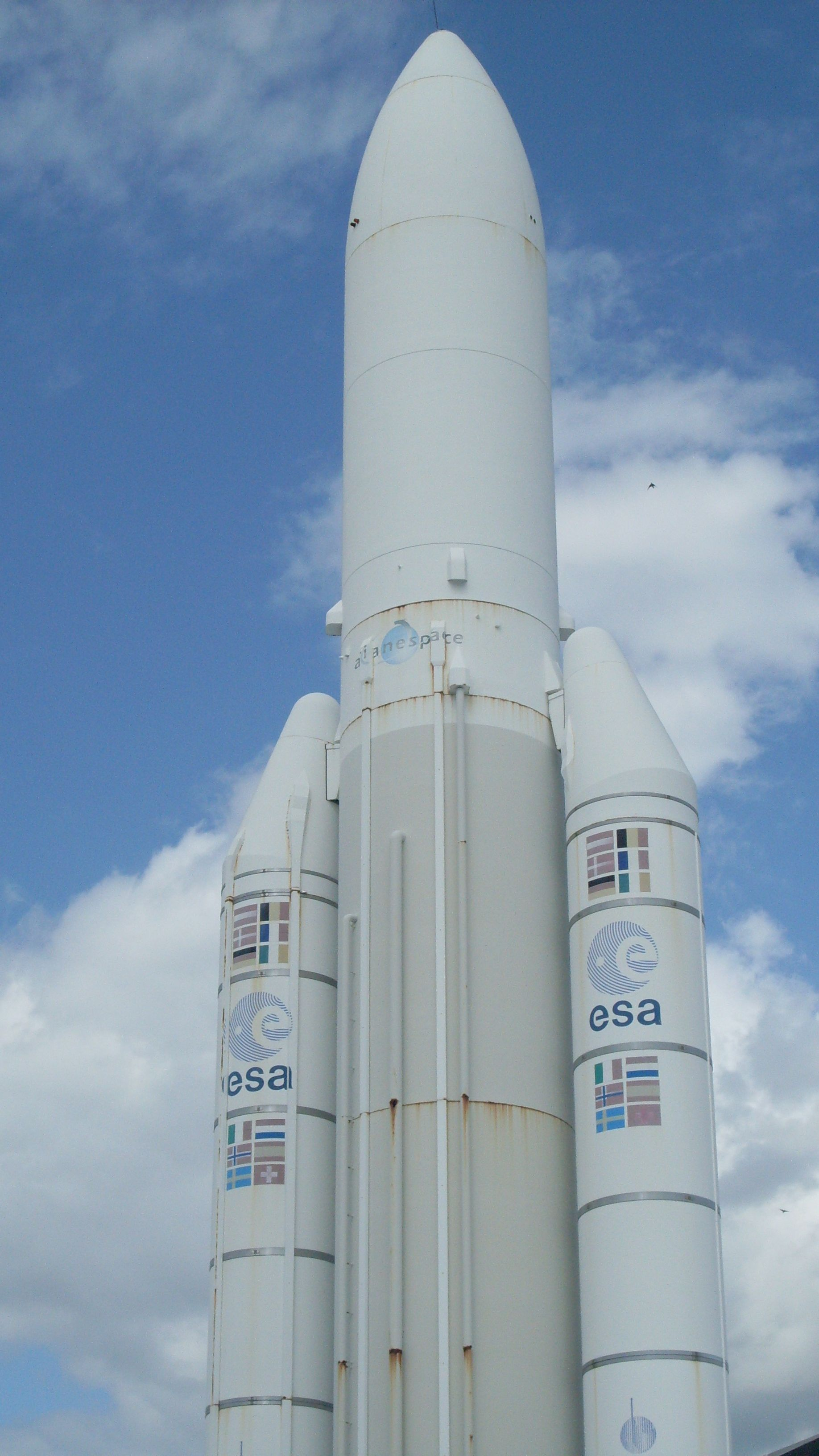
2011年现场的Ariane 5火箭

## 意外
- 1973年6月3日，一架Tu-144在飛行表演中解體墜毀，機上6人，地面8人，共14人當場死亡。